# Æthelred van Mercia
Æthelred was koning van Mercia van 675 tot 704. Hij was de broer van de vorige koning Wulfhere en de zoon van koning Penda. De zoon van Wulfhere, Coenred, was nog een kind toen zijn vader stierf.

## Context
Æthelred leefde toen er een strijd was tussen het Koninkrijk Mercia en Koninkrijk Northumbria om de dominantie in Brittannië. Æthelred trouwde met de dochter van Oswiu van Northumbria, Osthryth, maar dat temperde de spanningen met Northumbria niet. In 679  tijdens de slag bij de rivier de Trent versloeg hij zijn schoonbroer Ecgfrith van Northumbria.
Æthelred was een vroom man en was bevriend met bisschop Wilfrid van York, die hij steunde tegen de beslissingen genomen door Aartsbisschop van Canterbury Theodorus, een vriend van Ecgfrith van Northumbria, om het bisdom York op te splitsen.
In 704 trad hij in het klooster te Bardney, hij werd opgevolgd door de zoon van zijn broer Coenred. Æthelred had een zoon Coelred, die koning was tussen 709 en 716.